# 村松虚空蔵尊
村松虚空蔵尊（むらまつこくうぞうそん）または村松山虚空蔵堂（むらまつさんこくうぞうどう）は茨城県那珂郡東海村にある真言宗豊山派の寺院。寺号は日高寺。
本尊は空海（弘法大師）作の伝承をもつ虚空蔵菩薩である。三重県伊勢市の伊勢朝熊山金剛證寺及び福島県河沼郡柳津町の圓蔵寺とともに日本三大虚空蔵堂の一つとされる。地元では村松山の虚空蔵さんと呼ばれ親しまれているほか、茨城県北部や栃木県下では虚空蔵さんと言えば当寺を指す。

## 歴史
縁起等によれば大同2年（807年）に空海（弘法大師）によって創建されたとされる。空海が真言密教を日本全土に広めるために各地を巡化した際に、この地で海の彼方に光る物ありとの話を聞き、それを引き上げさせたところ大きな老木であったので、それを等身大の虚空蔵菩薩像に刻みこの地に安置したのが始まりとの伝説がある。円仁（慈覚大師）の開基とする縁起もあるが、文献の多くが失われていて定かではない。創建の際、平城天皇から「村松山神宮寺」の勅額を賜わった。
鎌倉時代末期から安土桃山時代にかけて常陸国を治めた佐竹氏の庇護を受け隆盛を極めたが、文明17年（1485年）、戦火により勅額も含め焼失している。その後、長享元年（1488年）に白頭上人により再建され、名称を「村松山神宮寺」から「村松山日高寺」に改められた。
江戸時代にはいり、徳川家康から朱印50石を寄進された。水戸藩2代藩主・徳川光圀は寺を竜蔵院、竜光院の二院に分け、宗派を修験道に改め、虚空蔵菩薩を修飾しその台座に「日域三虚空蔵之一而霊応日新」と刻んだ。
明治3年（1870年）の廃仏毀釈より「星の宮」と改称されたが、翌明治4年（1871年）には「虚空蔵」と称することが許可され再び「真言宗日高寺」となった。明治33年（1900年）、近隣の民家の火災から仁王門、本堂、三重塔、鐘楼等の堂塔伽藍すべてが類焼するが本尊は焼失を免れた。その後、順次堂塔伽藍が再建され現在に至っている。

## 建造物
明治33年（1900年）に本堂、仁王門、三重塔、客殿などを類焼で消失しており、伽藍は大正以後に再建されたものである。
- 本堂：大正3年（1914年）再建。
- 仁王門：昭和40年（1965年）に再建。
- 三重之塔：平成10年（1998年）に享保4年（1716年）建立の塔を再建。

の建立
- 多宝塔：昭和9年（1934年）に建立。

など

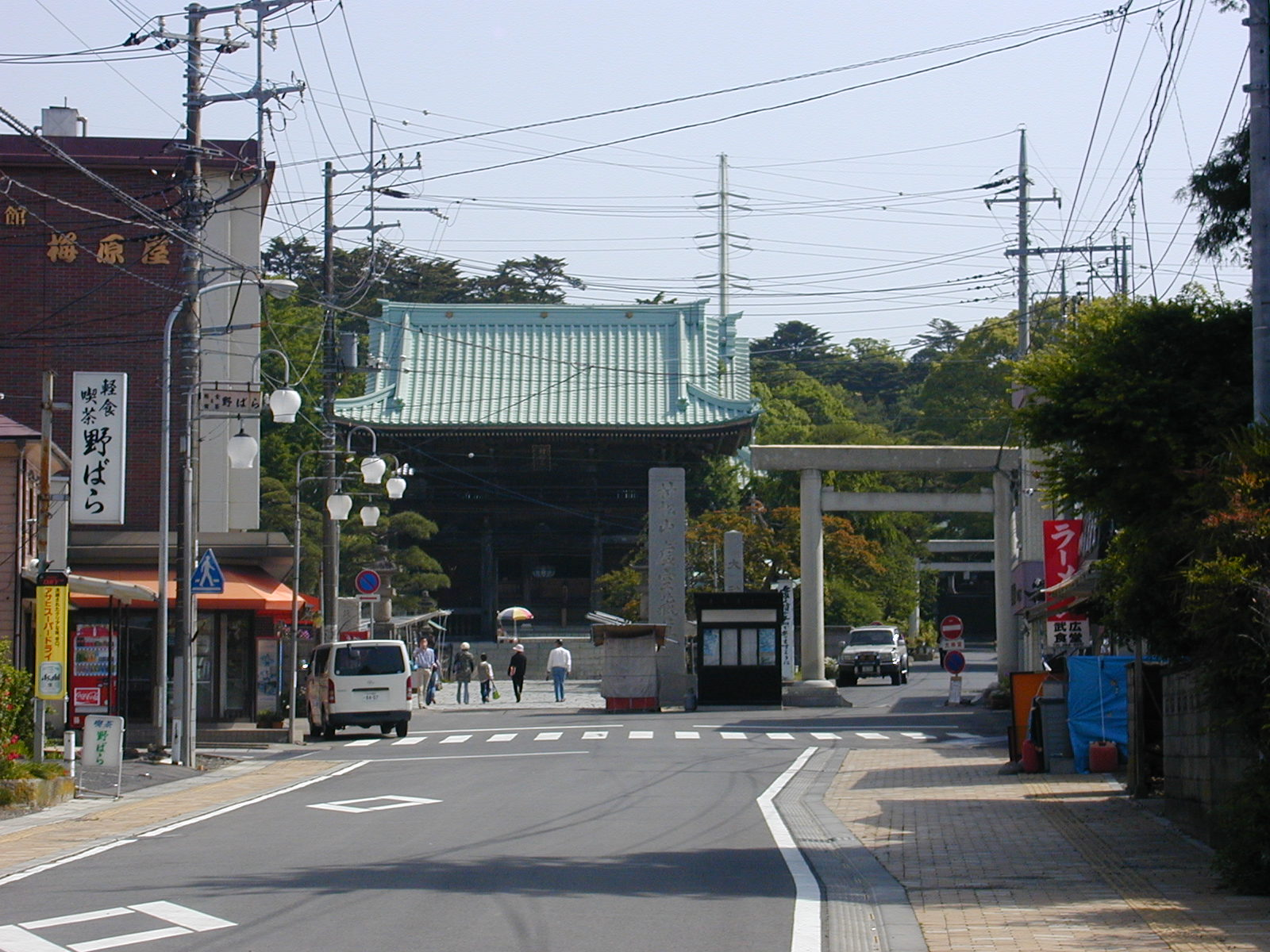
参道から見た仁王門
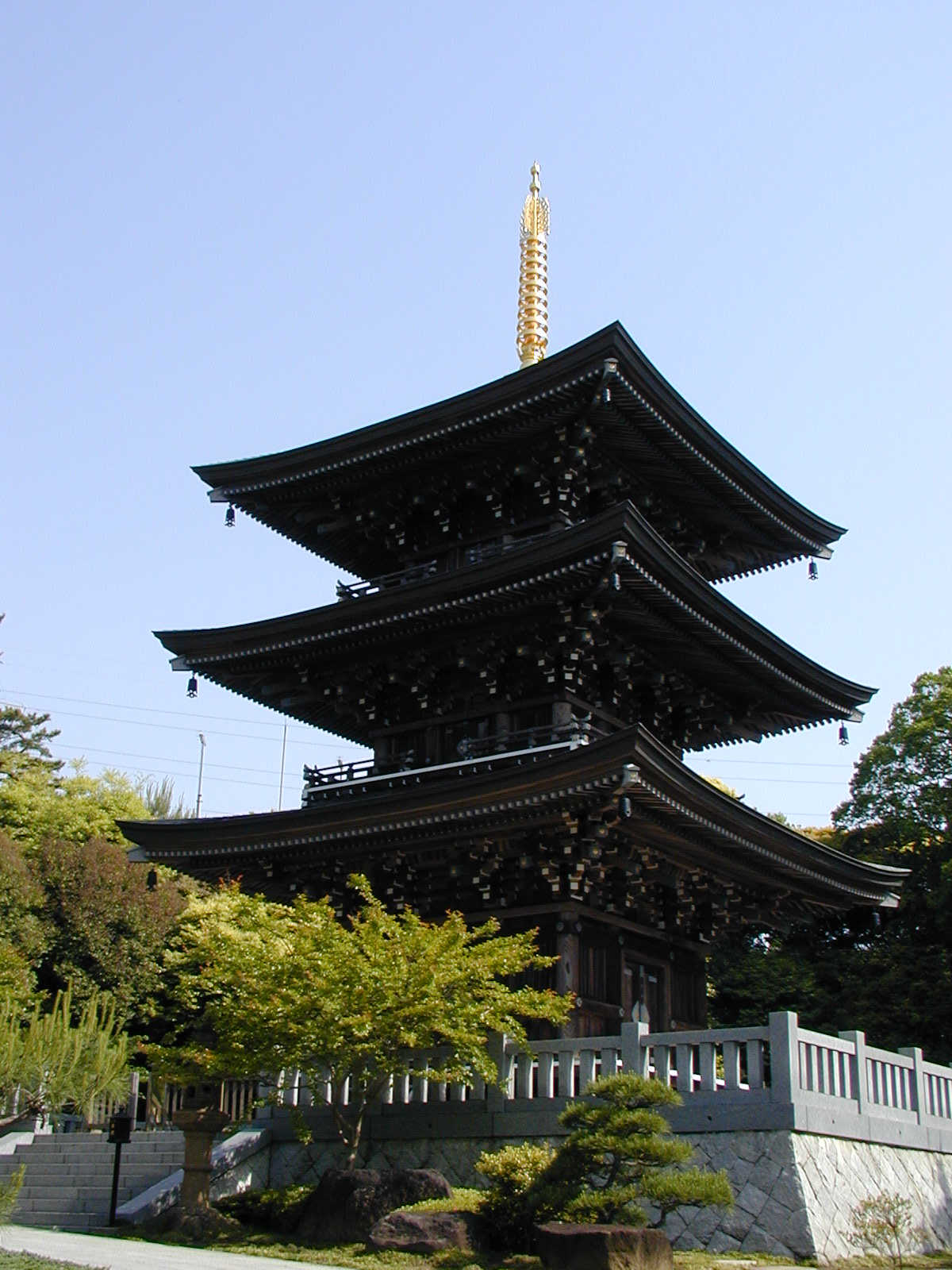
三重塔
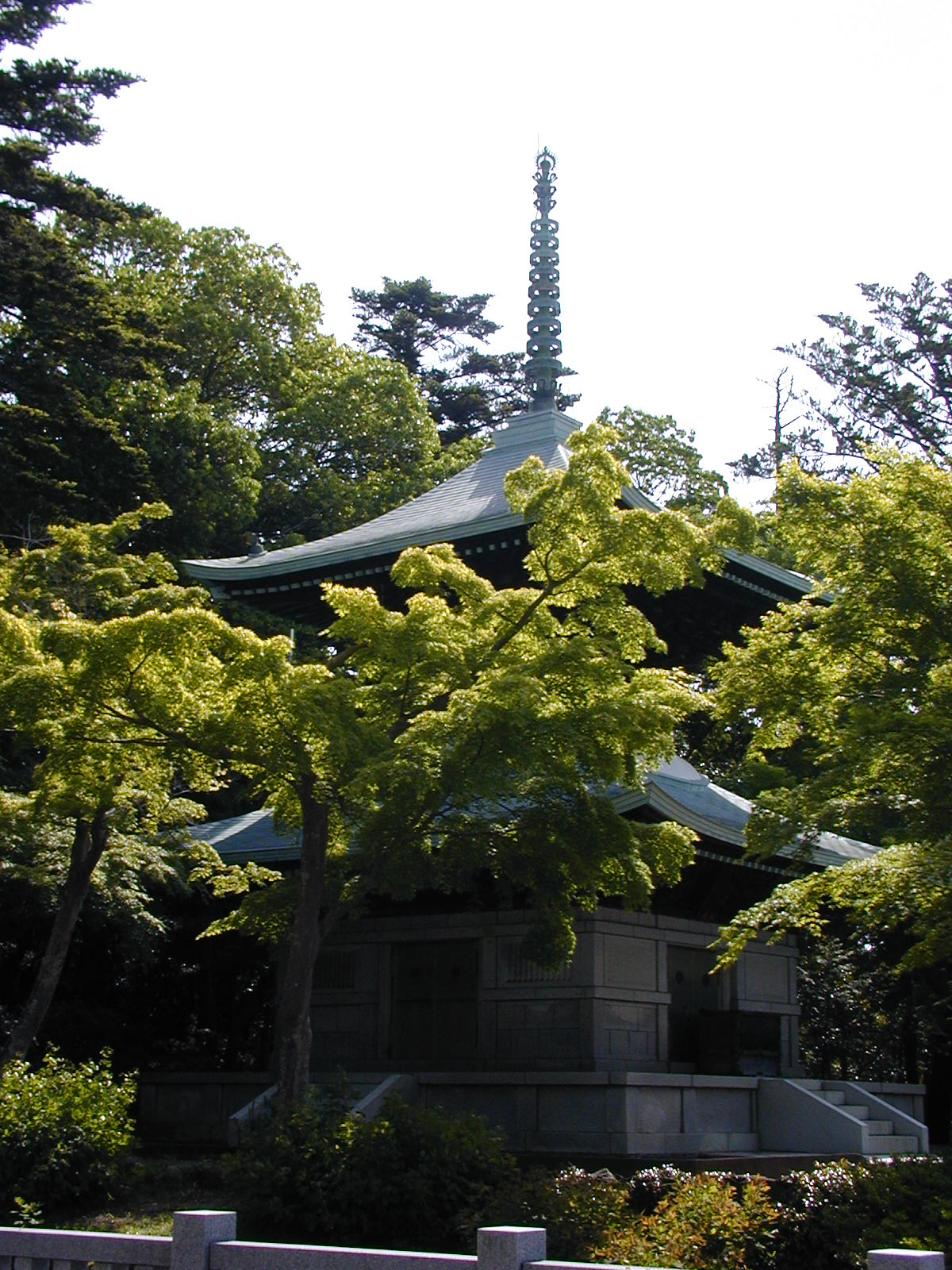
多宝塔

## アクセス
- 住所：茨城県那珂郡東海村村松8[3]
- JR常磐線東海駅西口より真崎十文字・原研前経由茨城東病院行き虚空蔵尊入口下車徒歩5分。海浜公園西口行き虚空蔵尊前下車徒歩1分。
- 境内散策は自由